# Leptodius

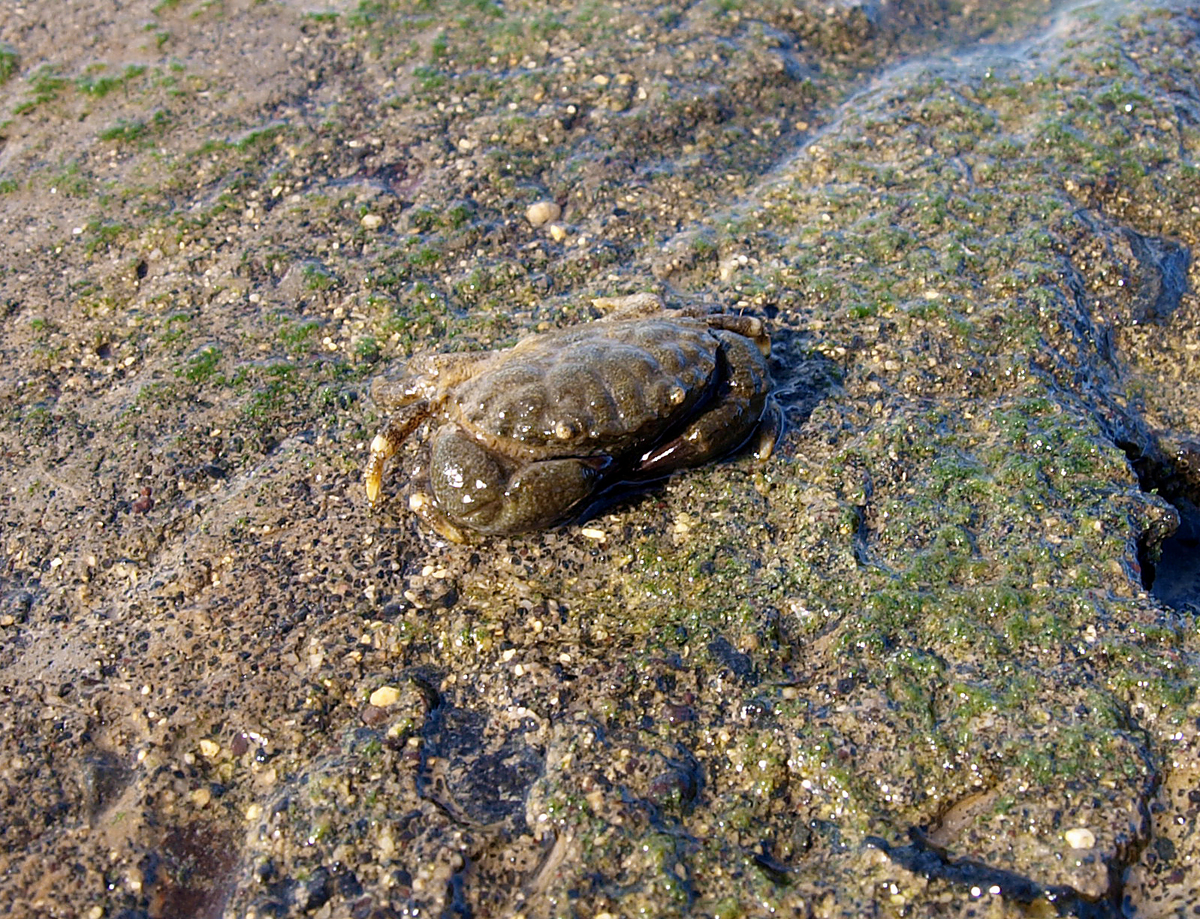
Leptodius sanguineus à La Réunion.

Cet article possède un paronyme, voir Leptodirus.
Genre
Leptodius est un genre de crustacés de la famille des Xanthidae.

## Liste d'espèces
| Selon World Register of Marine Species (22 février 2014) : - Leptodius australis Ward, 1936 - Leptodius davaoensis Ward, 1941 - Leptodius efferens Rathbun, 1907 - Leptodius euglyptus - Leptodius exaratus (H. Milne Edwards, 1834) - Leptodius gracilis (Dana, 1852) - Leptodius hombronii (Lucas, in Jacquinot & Lucas, 1853) - Leptodius nigromaculatus Serène, 1962 - Leptodius nudipes (Dana, 1852) - Leptodius philippinensis Ward, 1941 - Leptodius planus Ward, 1934 - Leptodius sanguineus (H. Milne Edwards, 1834) - Leptodius waialuanus Rathbun, 1906 | Selon ITIS (22 février 2014) : - Leptodius danae (Odhner, 1925) - Leptodius exaratus (H. Milne Edwards, 1834) - Leptodius gracilis (Dana, 1852) - Leptodius sanguineus (H. Milne Edwards, 1834) - Leptodius waialuanus M. J. Rathbun, 1906 |